# Суперкубок ScreenSport
Суперкубок Футбольной лиги (англ. Football League Super Cup), он же Суперкубок ScreenSport (англ. ScreenSport Super Cup) — турнир среди английских футбольных клубов, который был проведён в сезоне 1985/1986 годов. Турнир был организован Футбольной лигой, чтобы компенсировать финансовые потери и недостаток соревновательной практики для английских команд, которые были дисквалифицированы УЕФА после Эйзельской трагедии. Для сильнейших команд Англии дисквалификация означала, что они лишатся средств, которые они могли бы заработать на матчах еврокубков, а также потеряют возможности выиграть европейские клубные трофеи, в розыгрышах которых команды Первого дивизиона были одними из главных соискателей.
Предполагалось, что розыгрыш Суперкубка будет проводиться ежегодно на протяжении всего срока дисквалификации (он в итоге растянулся на пять лет), но идея соревнования была признана неудачной, когда оказалось, что сами клубы-участники и потенциальные спонсоры уделяют ему минимальное внимание. После того, как финал турнира был отложен на начало следующего сезона из-за высокой концентрации матчей, стало очевидно, что Суперкубок больше разыгрываться не будет.
Титульный спонсор, которым стал оператор кабельного телевидения «ScreenSport», был найден только к сентябрю 1986, когда должен был состояться финал турнира, так как все предыдущие попытки Футбольной лиги найти спонсора для соревнования закончились неудачно.

## Формат
К участию в турнире были приглашены шесть клубов, которые по итогам предыдущего сезона должны были сыграть в еврокубках:
- «Эвертон» (чемпион Англии, Кубок европейских чемпионов)
- «Манчестер Юнайтед» (обладатель Кубка Англии, Кубок обладателей кубков)
- «Норвич Сити» (обладатель Кубка лиги, Кубок УЕФА)
- «Ливерпуль» (Кубок УЕФА)
- «Тоттенхэм Хотспур» (Кубок УЕФА)
- «Саутгемптон» (Кубок УЕФА)

Чтобы набрать достаточное количество матчей, команды были разбиты на две группы. Клубы играли с соседями по группе по два матча (дома и в гостях), за победу давалось три очка, за ничью — одно. Команды, занявшие первые два места в группах, выходили в полуфинал. Матчи полуфиналов и финала так же состояли из двух матчей — дома и в гостях. Возможно, это тоже стало одним из факторов недостаточного интереса к турниру, так как у болельщиков клубов отсутствовала перспектива увидеть свой клуб в финале на «Уэмбли».

## История соревнования
Два мерсисайдских клуба «Ливерпуль» и «Эвертон» стали победителями своих групп, а затем пробились и в финал, однако обе команды участвовали ещё и в борьбе за чемпионский титул, а также вышли в финал Кубка Англии (а «Ливерпуль» ещё и дошёл до полуфинала Кубка лиги), так что высокая концентрация матчей стала настоящей проблемой. В результате ответный матч полуфинала турнира, в котором принимал участие «Ливерпуль», отложили до последней недели сезона, и он должен был быть сыгран всего за два дня до финала Кубка Англии. Однако сразу после финала Кубка Англии сезон должен был быть завершён, так как сборной страны ещё предстояло подготовиться к Чемпионату мира 1986 года в Мексике (на который должны были отправиться многие игроки «Ливерпуля» и «Эвертона»). Финал пришлось отложить на начало нового сезона, что ещё больше подчеркнуло ненужность соревнования и практически поставило крест на возможном проведении следующего розыгрыша (если бы он состоялся, в нём приняли бы участие «Ливерпуль», «Эвертон», «Вест Хэм Юнайтед», «Манчестер Юнайтед», «Шеффилд Уэнсдей» и «Оксфорд Юнайтед»).
В итоге финал состоялся в сентябре 1986 года, и только к этому моменту он привлёк внимание потенциального спонсора, которым в итоге стала компания «ScreenSport». «Эвертон» на два матча финала выставил практически резервный состав (впрочем, на тот момент многие игроки первой команды были травмированы), и «Ливерпуль» выиграл два матча с общим счётом 7:2. Главными событиями финала стали забитые в нём пять голов Иана Раша (которые иногда исключаются из его статистики по количеству голов в мерсисайдских дерби, так как они были забиты во второстепенном турнире против практически резервной команды «Эвертона») и потрясающий гол со штрафного, забитый игроком «синих» Кевином Шиди в ворота Копа на «Энфилде» (позднее в том же сезоне он повторил этот «трюк» в дерби в рамках лиги). Проиграв «Ливерпулю» «золотой дубль» в мае того же года, «Эвертон» не был особенно огорчён поражением в финале такого малозначимого турнира и даже финальным счётом, тем более, что по итогам сезона 1986/1987 годов «синие» опередили «красных» в борьбе за чемпионский титул.
Согласно легенде, после того, как игрокам «Ливерпуля» вручили кубок, и они покидали «Гудисон Парк», нападающий «красных» Иан Раш бросил трофей мальчику, подававшему мячи, и сказал, чтобы тот сохранил его и поставил у себя в комнате. В некоторых источниках утверждается, что победителям были представлены два трофея — собственно Суперкубок Футбольной лиги и дополнительный трофей от спонсора, и что Раш кинул мальчику именно этот, второй трофей.
Розыгрыш Суперкубка нельзя считать удачным, так как он стал очень слабой заменой участию клубов в престижных соревнованиях под эгидой УЕФА против лучших команд Европы, к тому же посещаемость матчей была невысока, а клубы-участники оценивали турнир в качестве дополнительной нагрузки из матчей, результат которых не имеет особого значения. По этой причине турнир прекратил своё существование после первого же розыгрыша и более не возобновлялся. В настоящее время даже на Мерсисайде соревнование практически забыто.

## Результаты

### Групповой этап
| Значения цветов в таблице              |
| Первые две команды выходят в полуфинал |
| Третье место покидает соревнование     |

Группа 1
| Команда              | Игр | В | Н | П | ГЗ | ГП | ±  | Очки |
| -------------------- | --- | - | - | - | -- | -- | -- | ---- |
| 1. Эвертон           | 4   | 3 | 0 | 1 | 6  | 3  | +3 | 9    |
| 2. Норвич Сити       | 4   | 1 | 2 | 1 | 3  | 3  | 0  | 5    |
| 3. Манчестер Юнайтед | 4   | 0 | 2 | 2 | 4  | 7  | -3 | 2    |

| 18 сентября 1985  |     |                   |
| Манчестер Юнайтед | 2:4 | Эвертон           |
| 2 октября 1985    |     |                   |
| Эвертон           | 1:0 | Норвич Сити       |
| 23 октября 1985   |     |                   |
| Норвич Сити       | 1:0 | Эвертон           |
| 6 ноября 1985     |     |                   |
| Манчестер Юнайтед | 1:1 | Норвич Сити       |
| 4 декабря 1985    |     |                   |
| Эвертон           | 1:0 | Манчестер Юнайтед |
| 11 декабря 1985   |     |                   |
| Норвич Сити       | 1:1 | Манчестер Юнайтед |

Группа 2
| Команда              | Игр | В | Н | П | ГЗ | ГП | ±  | Очки |
| -------------------- | --- | - | - | - | -- | -- | -- | ---- |
| 1. Ливерпуль         | 4   | 3 | 1 | 0 | 8  | 2  | +6 | 10   |
| 2. Тоттенхэм Хотспур | 4   | 2 | 0 | 2 | 5  | 7  | -2 | 6    |
| 3. Саутгемптон       | 4   | 0 | 1 | 3 | 4  | 8  | -4 | 1    |

| 17 сентября 1985  |     |                   |
| Ливерпуль         | 2:1 | Саутгемптон       |
| 2 октября 1985    |     |                   |
| Тоттенхэм Хотспур | 2:1 | Саутгемптон       |
| 22 октября 1985   |     |                   |
| Саутгемптон       | 1:1 | Ливерпуль         |
| 3 декабря 1985    |     |                   |
| Ливерпуль         | 2:0 | Тоттенхэм Хотспур |
| 17 декабря 1985   |     |                   |
| Саутгемптон       | 1:3 | Тоттенхэм Хотспур |
| 14 января 1986    |     |                   |
| Тоттенхэм Хотспур | 0:3 | Ливерпуль         |

### Полуфиналы
Первые матчи
| 5 февраля 1986 | \| Норвич Сити \| 1 : 1 \| Ливерпуль \| \| Дринкелл \| Голы \| Далглиш \| | Кэрроу Роуд, Норидж Зрителей: 15 313 |
| Норвич Сити    | 1 : 1                                                                     | Ливерпуль                            |
| Дринкелл       | Голы                                                                      | Далглиш                              |

| 5 февраля 1986    | \| Тоттенхэм Хотспур \| 0 : 0 \| Эвертон \| | Уайт Харт Лейн, Лондон Зрителей: 7548 |
| Тоттенхэм Хотспур | 0 : 0                                       | Эвертон                               |

Вторые матчи
| 19 марта 1986      | \| Эвертон \| 3 : 1 \| Тоттенхэм Хотспур \| \| Хит Маунтфилд Шарп \| Голы \| Фалько \| | Гудисон Парк, Ливерпуль Зрителей: 12 008 |
| Эвертон            | 3 : 1                                                                                  | Тоттенхэм Хотспур                        |
| Хит Маунтфилд Шарп | Голы                                                                                   | Фалько                                   |

Эвертон выиграл 3:1 по сумме двух матчей
| 6 мая 1986                        | \| Ливерпуль \| 3 : 1 \| Норвич Сити \| \| Макдональд Мёльбю (пен.) Джонстон \| Голы \| Брук \| | Энфилд, Ливерпуль Зрителей: 26 690 |
| Ливерпуль                         | 3 : 1                                                                                           | Норвич Сити                        |
| Макдональд Мёльбю (пен.) Джонстон | Голы                                                                                            | Брук                               |

Ливерпуль выиграл 4:2 по сумме двух матчей

### Финал
Первый матч
| 16 сентября 1986 | \| Ливерпуль \| 3 : 1 \| Эвертон \| \| Раш (2) Макмахон \| Голы \| Шиди \| | Энфилд, Ливерпуль Зрителей: 20.660 |
| Ливерпуль        | 3 : 1                                                                      | Эвертон                            |
| Раш (2) Макмахон | Голы                                                                       | Шиди                               |

Ливерпуль: Хупер, Венисон, Беглин, Лоуренсон, Уилан (Мёльбю), Гиллеспи, Далглиш, Никол, Раш, Макдональд, Макмахон. Тренер: Кенни Далглиш.
Эвертон: Миммз, Биллинг, Пауэр, Рэтклифф, Маршалл, Лэнгли, Адамс, Уилкинсон, Шарп, Стивен, Шиди (Аспиналл). Тренер: Говард Кендалл.
Второй матч
| 30 сентября 1986 | \| Эвертон \| 1 : 4 \| Ливерпуль \| \| Шарп (пен.) \| Голы \| Раш (3) Никол \| | Гудисон Парк, Ливерпуль Зрителей: 26.068 |
| Эвертон          | 1 : 4                                                                          | Ливерпуль                                |
| Шарп (пен.)      | Голы                                                                           | Раш (3) Никол                            |

Эвертон: Миммз, Биллинг, Пауэр, Рэтклифф, Маунтфилд, Стивен, Адамс, Хит (Эспиналл (Пойнтон)), Шарп, Уилкинсон, Шиди. Тренер: Говард Кендалл.
Ливерпуль: Гроббелар, Гиллеспи, Беглин, Лоуренсон, Уилан, Хансен, Уорк, Никол (Венисон), Раш, Мёльбю, Макмахон. Тренер: Кенни Далглиш.
Ливерпуль выиграл 7:2 по итогам двух матчей

## Похожие соревнования
Кубок полноправных членов — ещё одно соревнование под эгидой Футбольной лиги, основанное в 1985 году по причинам дисквалификации английских клубов от участия в европейских турнирах после Эйзельской трагедии. Турнир существовал до 1992 года, но основная часть сильнейших клубов страны предпочитала отказываться от участия в нём.
Похожим на Суперкубок соревнованием стал Трофей столетия, разыгранный в начале сезона 1988/89 в ознаменование столетия Футбольной лиги. В розыгрыше приняли участие восемь сильнейших команд по итогам предыдущего сезона. Соревнование состояло из трёх раундов на выбывание, победителем стал «Арсенал».

## Интересные факты
В программке перед первым матчем «Манчестер Юнайтед» в рамках Суперкубка президент клуба Мартин Эдвардс написал, что он надеется, что турнир «будет проведён лишь один раз», подразумевая, что на будущий сезон дисквалификация будет снята, и английские клубы снова примут участие в еврокубках, однако клубы были лишены участия в европейских турнирах ещё пять лет, а вот Суперкубок действительно состоялся лишь раз.